# Duncan D. Hunter
Duncan Duane Hunter, född 7 december 1976 i San Diego i Kalifornien, är en amerikansk politiker (republikan). Han var ledamot av USA:s representanthus 2009–2020. Han är son till Duncan L. Hunter.
Hunter avgick som kongressledamot i januari 2020 efter att ha erkänt sig skyldig till att ha konspirerat att fiffla kampanjpengar. President Donald Trump benådade Hunter efter att han blev dömd till elva månader i fängelse för användningen av kampanjpengarna till personligt bruk. Hunter hann inte påbörja sin fängelsevistelse.
1998 gifte Hunter sig med polskfödda Margaret Jankowski, som han hade träffat 1992. De har tre barn. I augusti 2020 erkände Margaret Hunter sig skyldig till att ha missbrukat kampanjmedel för personligt bruk och dömdes till åtta månaders fängelse i hemmet och tre års skyddstillsyn. Hon ansökte om skilsmässa från Hunter i november 2020.